# Collection publique
Pour les articles homonymes, voir Collection.
Dans le domaine de la culture, une collection publique est l'ensemble des biens culturels étant la propriété d'une entité publique d'un pays (État, collectivités territoriales, établissement public, etc.) et affectés à l'usage du public. Ces biens sont, à cette fin, protégés, conservés et rendus accessibles, éventuellement et selon les cas, dans les archives, musées, bibliothèques, etc.
Selon les pays, ces objets ou monuments sont juridiquement soumis à un régime de protection particulier.
Ce régime de protection des ouvrages, des œuvres et des monuments est complété, pour ceux ne faisant pas partie des collections publiques, par divers dispositifs locaux de protection du patrimoine, ainsi que, parmi d'autres, par la Convention de La Haye, la Convention de 1970 et la Convention pour la protection du patrimoine mondial, culturel et naturel de l'Unesco.

## Les catégories de patrimoine

### Le patrimoine immobilier
Au sens strict, les bâtiments accessibles au public propriétés de l'État pour leur valeur historique et culturelle, qu'ils soient civil ou religieux, font partie des collections publiques au sein du patrimoine immobilier de celui-ci.

### Le patrimoine mobilier

#### Lieux de conservation
Les biens mobiliers des collections publiques sont conservés dans des musées de vocation différente : anthropologie, art et beaux-arts, histoire, histoire naturelle, science et techniques.

## Statut juridique des collections publiques dans le monde

### En France
Du point de vue du droit public, les collections publiques et les objets qui les composent relèvent du régime de la domanialité publique, dit régime spécial de propriété publique, qui les rend imprescriptibles, inaliénables, et insaisissables.
Depuis 2002, puis 2011 avec le Code du patrimoine, un statut spécifique est donné par le label musée de France aux collections qu'il recouvre. On considère généralement que ce statut élargit la protection des œuvres au-delà des collections publiques, puisqu'il concerne aussi des collections soumises au droit privé.
Le statut juridique permettant en France de protéger les objets ne faisant pas partie des collections publiques est celui de classement ou d'inscription au titre des monuments historiques.